# Jacques Baril
Pour les articles homonymes, voir Jacques Baril (écrivain) et Baril (homonymie).
Jacques Baril (né le 6 février 1942) est un agriculteur et homme politique québécois.

## Biographie
Il est né à Princeville dans le comté d'Arthabaska (aujourd'hui dans la MRC de l'Érable), où son père était agriculteur. Après avoir travaillé comme débosseleur pendant quatre ans, il a exploité une ferme laitière à partir de 1966. Il a été directeur de l'Union des producteurs agricoles de 1974 à 1976, et conseiller municipal à Princeville de 1973 à 1976.
Il a été élu député d'Arthabaska aux élections de 1976 avec 39 % des voix, représentant le Parti québécois. Il a été réélu en 1981 (54 % des voix) et ne s'est pas représenté en 1985. Durant son deuxième mandat, il a été whip adjoint du gouvernement et adjoint parlementaire du ministre de l'Agriculture, des Pêcheries et de l'Alimentation.
De 1987 à 1989 il a été maire de la municipalité de paroisse de Princeville. Il s'est présenté à nouveau aux élections générales de 1989 et a été élu avec 51 % des votes. Il est réélu en 1994 et en 1998 avec respectivement 62 % et 54 % des voix.
Jacques Baril est entré au Conseil des ministres le 15 décembre 1998 alors qu'il est nommé ministre délégué au Transports. Il devient ministre délégué aux Transports et à la Politique maritime le 8 mars 2001. Le 19 novembre 2002, il annonce sa décision de se retirer de la vie politique active. Son mandat de député se termine le 12 mars 2003 lors de la dissolution de l'Assemblée Nationale,